# Estado Libre Irlandés
El Estado Libre Irlandés (en irlandés: Saorstát Éireann pronunciado [ˈsi:ɾsta:t ˈeːɾən] /sírstat éran/; en inglés: Irish Free State) fue el nombre del país independiente situado en la isla de Irlanda que se separó del Reino Unido en 1922, después de varios siglos de gobierno británico. El Estado era miembro de la Mancomunidad Británica de Naciones y, en una situación similar a Canadá, Australia o Nueva Zelanda, reconocía al monarca del Reino Unido como el jefe de Estado y soberano del pueblo irlandés.
En 1937, después de quince años con este sistema de gobierno, el país se separó de la Mancomunidad Británica de Naciones y se creó el cargo de presidente de Irlanda. En 1949, después de algunos años de indefinición sobre su forma de gobierno, el país se convirtió formalmente en una república adoptando su nombre actual, Irlanda.

## Antecedentes
El Alzamiento de Pascua de 1916 y sus consecuencias provocaron un profundo cambio en la opinión pública hacia la causa republicana en Irlanda. En las elecciones generales de diciembre de 1918, el partido republicano Sinn Féin obtuvo una amplia mayoría de los escaños irlandeses en el Parlamento británico: 73 de las 105 circunscripciones electorales dieron la bienvenida a miembros del Sinn Féin (25 sin oposición). Los diputados electos del Sinn Féin, en lugar de ocupar sus escaños en Westminster, crearon su propia asamblea, conocida como Dáil Éireann (Asamblea de Irlanda). Esta afirmó la formación de una República Irlandesa y aprobó una Declaración de Independencia. La posterior Guerra de la Independencia, librada entre el Ejército Republicano Irlandés (IRA) y las fuerzas de seguridad británicas, continuó hasta julio de 1921, cuando entró en vigor una tregua. Para entonces se había inaugurado el Parlamento de Irlanda del Norte, establecido en virtud de la Ley del Gobierno de Irlanda de 1920, lo que suponía un hecho consumado para el movimiento republicano y garantizaba la presencia británica en Irlanda. En octubre se iniciaron las negociaciones en Londres entre los miembros del gobierno británico y los del Dáil, que culminaron con la firma del Tratado Anglo-Irlandés el 6 de diciembre de 1921.
El Tratado permitía la creación de un Estado separado que se denominaría Estado Libre Irlandés, con estatus de dominio, dentro del entonces Imperio británico, un estatus equivalente al de Canadá. El Parlamento de Irlanda del Norte podía optar, mediante la presentación de un escrito al rey, por no ser incluido en el Estado Libre, en cuyo caso se establecería una Comisión de Fronteras para determinar dónde debía situarse la frontera entre ambos. Los miembros del parlamento del Estado Libre tendrían que prestar un juramento de fidelidad al rey, aunque con una modificación del juramento prestado en otros dominios.
El Dáil ratificó el Tratado el 7 de enero de 1922, provocando una ruptura en el movimiento republicano. Se forma un Gobierno Provisional, presidido por Michael Collins.

## La “no unión” de Irlanda del Norte
El 6 de diciembre de 1922 y durante varios días, Irlanda del Norte dejó de formar parte del Reino Unido y fue a formar parte del recién creado Estado Libre Irlandés. Este excepcional episodio constitucional sucedió debido al Tratado Anglo-Irlandés y a la legislación introducida para darle efecto legal al tratado.
El Tratado tuvo efecto en Reino Unido a través del Acta Constitucional 1922 del Estado Libre Irlandés. El acta establecía un nuevo dominio de la isla entera de Irlanda, pero también permitía a Irlanda del Norte no participar o no unirse al Estado Libre. Bajo el artículo 12 del Tratado, Irlanda del Norte presentó una carta al rey solicitando no formar parte del Estado Libre Irlandés. Una vez el Tratado fue ratificado, el Parlamento de Irlanda del Norte tuvo un mes para ejercitar su "no unión" durante el cual el gobierno del Estado Libre Irlandés no legisló para Irlanda del Norte, dejando la jurisdicción efectiva del Estado Libre en desuso por un mes.
El primer ministro de Irlanda del Norte, James Craig, hablando al Parlamento en octubre de 1922, expresó que una vez pasara el 6 de diciembre comenzaba el mes para decidir si se unían o no al Estado Libre Irlandés. Para Craig era sumamente importante que la decisión se tomara lo antes posible tras el 6 de diciembre. El 7 de diciembre de 1922 (un día después del establecimiento del Estado Libre), el Parlamento demostró sin vacilación su posición de no unirse al Estado Libre Irlandés, haciendo la siguiente presentación al rey:

MUY AMABLE SOBERANO, nosotros, Sus más obedientes y leales súbditos, los Senadores y Comunes de Irlanda del Norte en reunión parlamentaria... rogamos a Su Majestad que los poderes del Parlamento y el Gobierno del Estado Libre Irlandés no sean extendidos a Irlanda del Norte.

El 13 de diciembre de 1922, el primer ministro Craig se dirigió al Parlamento comunicándoles que el rey había respondido a su comunicación. De esta forma el Parlamento de Irlanda del Norte decide no unirse al nuevo Estado Libre Irlandés y permanecer junto al Reino Unido.

## Estructuras gubernamentales y constitucionales

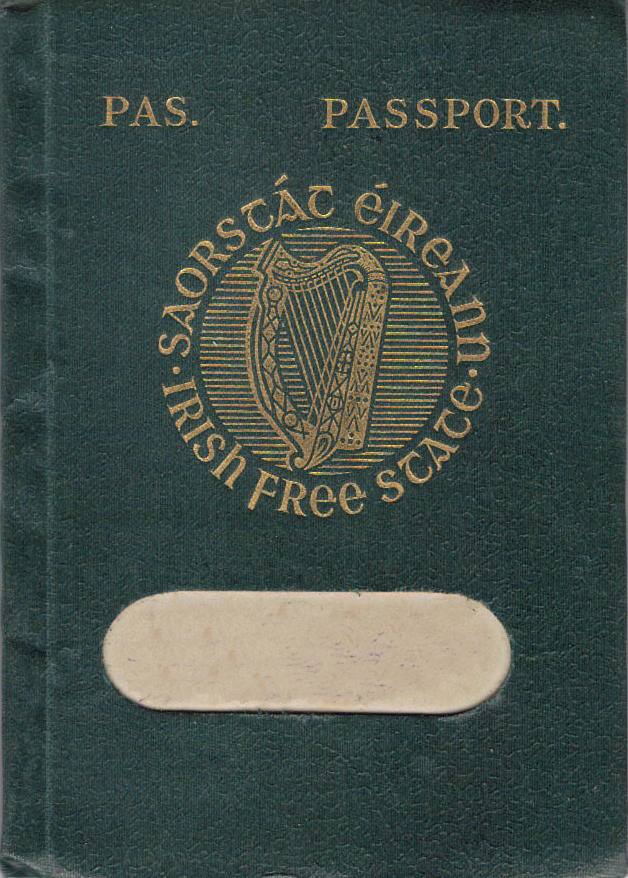
Pasaporte del Estado Libre Irlandés en 1927

Las estructuras del antiguo Estado Libre Irlandés fueron señaladas en el Tratado y en el Acta de Constitución del Estado Libre Irlandés.  Esta establecía para una monarquía constitucional, con un parlamento de tres niveles, llamado Oireachtas, formado por el rey y dos casas: Dáil Éireann y Seanad Éireann (el Senado irlandés).  La autoridad ejecutiva era ejercida por el rey, y el ejercicio del poder por un gabinete llamado Consejo Ejecutivo, presidido por un primer ministro llamado presidente del Consejo Ejecutivo.

### Representante de la Corona
El cargo de gobernador general del Estado Libre de Irlanda reemplazó al anterior Lord Teniente, que había encabezado las administraciones inglesa y británica en Irlanda desde la Edad Media. Los gobernadores generales fueron nombrados por el rey inicialmente con el consejo del gobierno británico, pero con el consentimiento del gobierno irlandés. A partir de 1927, solo el gobierno irlandés tenía el poder de aconsejar al rey a quién nombrar.

### Juramento de lealtad
Como con todos los dominios, se preparó un Juramento de Lealtad. Dentro de los dominios, los parlamentarios prestaban personalmente esos juramentos al monarca. El juramento de lealtad irlandés fue fundamentalmente diferente. Tenía dos elementos; la primera, un juramento al Estado Libre, como establece la ley, la segunda parte una promesa de fidelidad, a Su Majestad, el Rey Jorge V, sus herederos y sucesores. Ese segundo elemento de fidelidad, sin embargo, se matizó de dos maneras. Fue para el Rey de Irlanda, no específicamente para el Rey del Reino Unido. En segundo lugar, fue para el Rey explícitamente en su papel como parte del acuerdo del Tratado, no en términos del dominio británico anterior a 1922. El juramento en sí provino de una combinación de tres fuentes y fue en gran parte el trabajo de Michael Collins en las negociaciones del Tratado. Proviene en parte de un borrador de juramento sugerido antes de las negociaciones por el presidente de Valera. Collins tomó otras secciones directamente del Juramento de la Hermandad Republicana Irlandesa (IRB), de la que él era el jefe secreto. En su estructura, también se basó parcialmente en la forma y estructura utilizadas para el 'estado de dominio'.
Aunque "una nueva salida", y notablemente la indirecta en su referencia a la monarquía, fue criticada por nacionalistas y republicanos por hacer mención de la Corona: se alegó que se trataba de un juramento directo a la Corona, un hecho demostrablemente incorrecto por parte de un examen de su redacción, pero en la Irlanda de 1922 y más allá fue la percepción, no la realidad, lo que influyó en el debate público sobre el tema. Si su autor original, Michael Collins, hubiera sobrevivido, podría haber sido capaz de aclarar su significado real, pero con su asesinato en agosto de 1922 ningún negociador importante para la creación del Juramento en el lado irlandés todavía estaba vivo, disponible o pro-Tratado (el líder de la delegación irlandesa, Arthur Griffith, también había muerto en agosto de 1922). El juramento se convirtió en un tema clave en la guerra civil irlandesa resultante que dividió a los bandos a favor y en contra del tratado en 1922–23.

## Guerra civil irlandesa

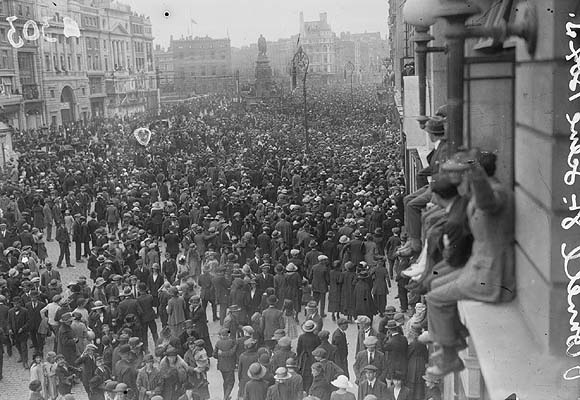
Funeral de Michael Collins en Dublín en 1922

Los compromisos contenidos en el acuerdo provocaron la guerra civil en los 26 condados en junio de 1922 - abril de 1923, en la que el Gobierno Provisional pro-Tratado derrotó a las fuerzas republicanas anti-Tratado. Estos últimos fueron encabezados, nominalmente, por Éamon de Valera, quien había dimitido como presidente de la República tras la ratificación del tratado. Su renuncia indignó a algunos de sus propios seguidores, en particular a Seán T. O'Kelly, el principal organizador del Sinn Féin. Al renunciar, buscó la reelección, pero fue derrotado dos días después con una votación de 60 a 58. El pro-Tratado Arthur Griffith siguió como presidente de la República de Irlanda. Michael Collins fue elegido en una reunión de los miembros elegidos para sentarse en la Cámara de los Comunes de Irlanda del Sur (un organismo creado en virtud de la Ley del Gobierno de Irlanda de 1920) para convertirse en Presidente del Gobierno Provisional del Estado Libre de Irlanda de conformidad con la Tratado. Las elecciones generales de junio dieron un apoyo abrumador a los partidos partidarios del Tratado. El Gobierno Provisional designado por la Corona de W. T. Cosgrave subsumió efectivamente la administración republicana de Griffith con la muerte de Collins y Griffith en agosto de 1922.

## Relaciones exteriores

### Reconocimiento por la República Argentina
El 8 de junio de 1949 el gobierno argentino sancionó la ley 13.516 estableciendo relaciones diplomáticas con el Estado Libre de Irlanda y creando una legación en la ciudad de Dublín. De igual manera, el gobierno irlandés estableció una embajada en Buenos Aires en 1950